# Oslotunnel
Der Oslotunnel (norwegisch Oslotunnelen) ist ein Eisenbahntunnel in Oslo, Norwegen zwischen den Bahnhöfen Oslo S und Skøyen. Er verbindet die westlichen Bahnlinien mit den östlichen. Der Tunnel ist 3635 Meter lang und zweigleisig ausgebaut. Beim Nationaltheater befindet sich ein unterirdischer Bahnhof. Auf einem Teil der Strecke teilt sich der Tunnel die Trasse mit der U-Bahn (T-bane). Dort fährt die U-Bahn in einer zweiten Etage über der Eisenbahn.
Oslotunnel war früher auch der Name für den Straßentunnel der E18 zwischen dem Speichergebäude Havnelageret und Frognerkilen. Um Verwechslungen zu vermeiden, wurde dieser im Jahr 1998 in Festungstunnel (Festningstunnelen) umbenannt.

## Geschichte

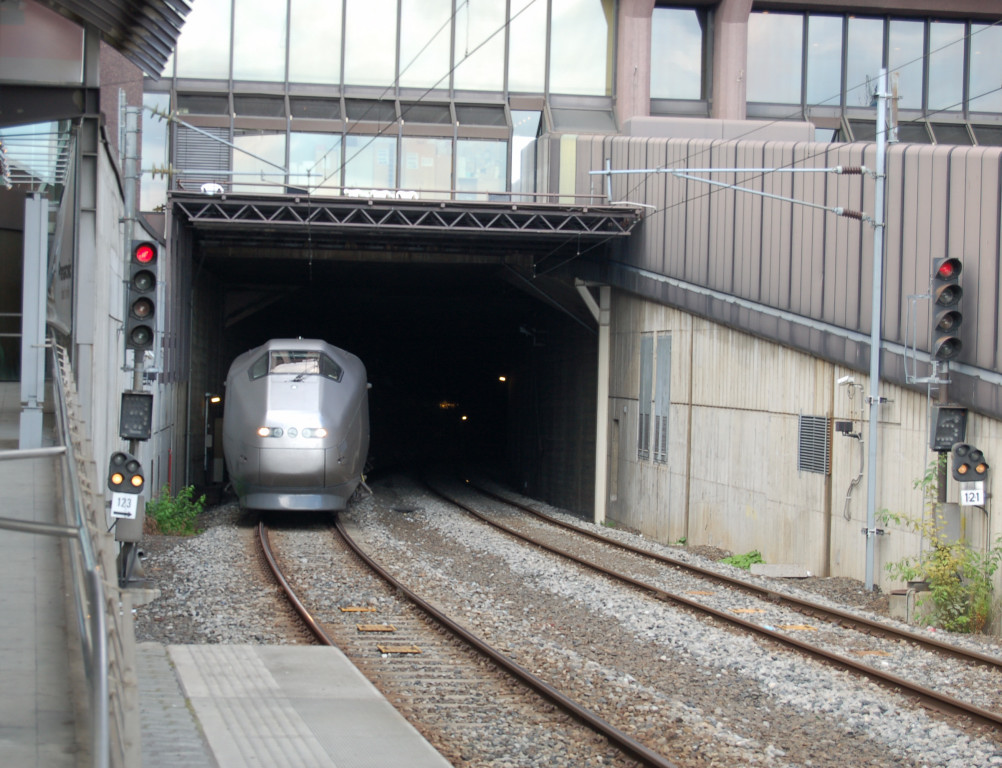
Ein Flughafenexpresszug (Flytoget) fährt aus dem Oslotunnel in den Bahnhof Oslo S

Der Bau des Tunnels wurde im Jahr 1968 beschlossen, aber erst 1980 vollendet. Damit waren die westlichen und östlichen Bahnlinien miteinander verbunden, die vorher jeweils in den Bahnhöfen Oslo V (Vestbanen) und Oslo Ø (Østbanen) endeten.
In der ursprünglichen Planung waren zwei Stationen im Tunnel vorgesehen – Elisenberg und Nationaltheater (Nationaltheatret). Mit dem Bau beider Stationen wurde begonnen, aber nur Nationaltheater wurde fertig ausgebaut, zunächst mit einem Bahnsteig, zwei Gleisen und einem Ausgang nach Osten. Im Jahr 1999 wurde die Station erweitert und bekam vier Gleise, was die Kapazität des Tunnels von 16 auf 24 Züge pro Stunde in jeder Richtung erhöhte. Gleichzeitig erhielt die Station einen zusätzlichen westlichen Ausgang. König Harald V. eröffnete die umgebaute Station Nationaltheater am 6. Dezember 1999.